# Pericoma balcanica
Pericoma balcanica és una espècie de dípter de la família dels psicòdids present als territoris de l'antiga República Federal Socialista de Iugoslàvia.